# بطولة أمريكا المفتوحة 1989 - الزوجي المختلط
في بطولة أمريكا المفتوحة 1989 - الزوجي المختلط فاز كل من روبن وايت وشلبي كانون على ميريديث ماكغراث وريك ليتش في المباراة النهائية بنتيجة 3–6، 6–2، 7–5.

## التوزيع
1. يانا نوفوتنا /  جيم بف (الجولة الثانية)
2. لا يوجد
3. نتاشا زفريفا /  باتريك ماكنرو (الجولة الثانية)
4. إليزابيث سميلي /  جون فيتزجيرالد (تنس) (الجولة الثانية)
5. باتي فينديك /  سكوت ديفيز (تنس) (الجولة الثانية)
6. روزالين فيربانك /  داني فيسر (الجولة الثانية)
7. جيجي فرنانديز /  خورخي لوزانو (الجولة الأولى)
8. إلنا رايناخ /  بيتر ألدريتش (نصف النهائي)

## المباريات

### مفتاح
- Q = متأهل Qualifier
- WC = وايلد كارد Wild Card
- LL = خاسر محظوظ Lucky Loser
- Alt = بديل Alternate
- SE = Special Exempt
- PR = تصنيف محمي Protected Ranking
- w/o = فوز سهل Walkover
- r = انسحاب Retired
- d = Defaulted
- SR = Special ranking
- ITF = ITF entry
- JE = Junior exempt

### النهائي
| النهائي |                            |   |   |   |
|         |                            |   |   |   |
|         |                            |   |   |   |
|         | روبن وايت (تنس) شلبي كانون | 3 | 6 | 7 |
|         | ميريديث ماكغراث ريك ليتش   | 6 | 2 | 5 |